# كبح تبارز السن
كبح تبارز السن (بالإنجليزية: Dental intrusion)‏ هو إزاحة قمية للأسنان في العظم السنخي. هذه الإصابة مصحوبة بأضرار جسيمة في الرباط اللثوي، الملاط، اضطراب في الإمداد الوعائي العصبي إلى اللب، والتواصل، أو كسر في التجويف السنخي.
يتم العثور على الصدمات المتطفلة لتشكل 0.3-1.9% من الصدمات التي تؤثر على الأسنان الدائمة.

## التشخيص
في معظم حالات التدخل مع ظهور الأسنان الدائمة بالكامل، يمكن إجراء التشخيص بمقارنة الارتفاع القاطع للأسنان المجاورة للأسنان المصابة. في حالات الأسنان المختلطة، يجب إجراء اختبار قرع لأن الأسنان المتطفلة يمكن أن تحاكي الأسنان البثور.

### العرض السريري والشعاعي
تظهر النتائج السريرية تقصير طول التاج إلى درجات مختلفة وحتى عدم وجود تاج مرئي في الحالات الشديدة. الأسنان غير متحركة، والقرع يعطي صوتًا معدنيًا عاليًا. يمكن ملاحظة النزيف حول هوامش التاج.
تظهر النتائج الشعاعية خلعًا للجذر في اتجاه قمي، وأن مساحة الرباط اللثوي ليست مستمرة، أو يمكن أن تختفي تمامًا.

## الإدارة
تعتمد إدارة التدخل على عدة عوامل مثل ما إذا كان للسن قمة مغلقة، أو مفتوحة، ونوع الأسنان(الأسنان الأولية أو الدائمة) ومدى اقتحام السن بالملليمتر. هذا النوع من رضوض الأسنان معقد ويرتبط عادة بنخر اللب والتصلب الالتهابي. تركز الإدارة على الحد من هذا التأثير ويتم تحقيقها بشكل شائع عن طريق علاج قناة الجذر.

### الأسنان الأولية[3]
| عرض الأسنان الأولية عند الفحص                       | خيارات العلاج                 |
| --------------------------------------------------- | ----------------------------- |
| نازح السن الشفوي                                    | اتركه من أجل التغيير التلقائي |
| توغل الأسنان أفقيًا مع نزوح القمة إلى جرثومة الأسنان | استخراج                       |

### الأسنان الدائمة[4]
| أسنان ذات جذر غير مكتمل | خيارات العلاج                                                                                   |
| ----------------------- | ----------------------------------------------------------------------------------------------- |
| تدخل يصل إلى 7 مم       | السماح للثوران دون تدخل. إذا لم تظهر أي حركة في غضون أسابيع قليلة، فيجب إعادة وضع تقويم الأسنان |
| تدخل أكثر من 7 مم       | يجب إعادة وضعه باستخدام نهج جراحي أو تقويم الأسنان.                                             |

| أسنان كاملة الجذور  | خيارات العلاج |
| ------------------- | --- |
| التدخل أقل من 3 مم  | اترك وقتًا للثوران العفوي - في حالة عدم وجود حركة في غضون 2-4 أسابيع، يلزم إجراء تغيير جراحي أو تقويم الأسنان لتجنب الإصابة بالتصلب |
| التدخل بين 3-7 ملم  | مطلوب إعادة الوضع الجراحي أو تقويم الأسنان                                                                                         |
| التدخل أكثر من 7 مم | مطلوب إعادة جراحية |

من المحتمل أن تصبح الأسنان المتطفلة ذات القمة المغلقة نخرية نخريه. العلاج الموصى به لقناة الجذر في غضون 2-3 أسابيع بعد تغيير الوضع. عند الحاجة إلى تغيير الوضع الجراحي، أو التقويمي، يجب بعد إعادة وضع السن تثبيت جبيرة مرنة لمدة 4 أسابيع.

### المتابعة
مواعيد المتابعة المتكررة مطلوبة لمراقبة عملية الشفاء إكلينيكيًا وشعاعيًا:
- أسبوعان ← 4 أسابيع ← 6-8 أسابيع ← 6 أشهر ← سنة واحدة ← سنويًا لمدة 5 سنوات